# 上妻村 (茨城県)
上妻村（かみつまむら）は茨城県真壁郡にかつて存在した村である。

## 地理
- 現在の下妻市、旧下妻市の北西部に位置する。
- 村域は台地と平地が入り組む谷戸が多い地形になっている。
- 村は鬼怒川の東岸に位置する。

## 歴史

### 村域の変遷
- 1889年（明治22年）4月1日 - 町村制施行により、江村・黒駒村・平方村・尻手村・柴村・大木村・渋井村・半谷村・赤須村・桐ケ瀬村・前河原村・長塚村が合併し真壁郡上妻村が発足。
- 1930年（昭和5年） - 村域の一部（江の一部）が関本町に編入。
- 1939年（昭和14年） - 以下の通り交換編入。
  - 村域の一部（長塚）は下妻町に編入。
  - 下妻町の一部（大木新田）は上妻村に編入。
- 1952年（昭和27年） - 以下の通り交換編入。
  - 大宝村の一部（大宝・福田新田の各一部）は上妻村に編入。
  - 村域の一部（大木・大木新田の各一部）は大宝村に編入。
- 1954年（昭和29年）6月1日 - 結城郡総上村・豊加美村、筑波郡高道祖村とともに下妻町に編入され、消滅。同日、下妻町は市制施行し下妻市となる。

### 変遷表
| 上妻村村域の変遷表 | 上妻村村域の変遷表 | 上妻村村域の変遷表  | 上妻村村域の変遷表 | 上妻村村域の変遷表    | 上妻村村域の変遷表    | 上妻村村域の変遷表          | 上妻村村域の変遷表     | 上妻村村域の変遷表 |
| 1868年 以前        | 1868年 以前        | 明治元年 - 明治22年 | 明治22年 4月1日    | 明治22年 - 昭和19年   | 昭和20年 - 昭和64年   | 昭和20年 - 昭和64年         | 平成元年 - 現在        | 現在               |
| ------------------ | ------------------ | ------------------- | ------------------ | --------------------- | --------------------- | --------------------------- | ---------------------- | ------------------ |
|                    | 江村               | 江村                | 上妻村             | 上妻村                | 上妻村                | 昭和29年6月1日 下妻町に編入 | 下妻市                 | 下妻市             |
|                    | 黒駒村             |                     | 上妻村             | 上妻村                | 上妻村                | 昭和29年6月1日 下妻町に編入 | 下妻市                 | 下妻市             |
|                    | 平方村             |                     | 上妻村             | 上妻村                | 上妻村                | 昭和29年6月1日 下妻町に編入 | 下妻市                 | 下妻市             |
|                    | 尻手村             |                     | 上妻村             | 上妻村                | 上妻村                | 昭和29年6月1日 下妻町に編入 | 下妻市                 | 下妻市             |
|                    | 柴村               |                     | 上妻村             | 上妻村                | 上妻村                | 昭和29年6月1日 下妻町に編入 | 下妻市                 | 下妻市             |
|                    | 大木村             |                     | 上妻村             | 上妻村                | 上妻村                | 昭和29年6月1日 下妻町に編入 | 下妻市                 | 下妻市             |
|                    | 渋井村             |                     | 上妻村             | 上妻村                | 上妻村                | 昭和29年6月1日 下妻町に編入 | 下妻市                 | 下妻市             |
|                    | 半谷村             |                     | 上妻村             | 上妻村                | 上妻村                | 昭和29年6月1日 下妻町に編入 | 下妻市                 | 下妻市             |
|                    | 赤須村             |                     | 上妻村             | 上妻村                | 上妻村                | 昭和29年6月1日 下妻町に編入 | 下妻市                 | 下妻市             |
|                    | 桐ケ瀬村           |                     | 上妻村             | 上妻村                | 上妻村                | 昭和29年6月1日 下妻町に編入 | 下妻市                 | 下妻市             |
|                    | 前河原村           |                     | 上妻村             | 上妻村                | 上妻村                | 昭和29年6月1日 下妻町に編入 | 下妻市                 | 下妻市             |
|                    | 長塚村             | 長塚村              | 上妻村             | 昭和14年 下妻町に編入 | 下妻町                | 昭和29年6月1日 市制         | 下妻市                 | 下妻市             |
|                    | 大宝村の一部       | 大宝村の一部        | 大宝村 の一部      | 大宝村 の一部         | 昭和27年 上妻村に編入 | 昭和29年6月1日 下妻町に編入 | 下妻市                 | 下妻市             |
|                    | 福田新田の一部     |                     | 大宝村 の一部      | 大宝村 の一部         | 昭和27年 上妻村に編入 | 昭和29年6月1日 下妻町に編入 | 下妻市                 | 下妻市             |
|                    | 大木村             | 大木新田            | 下妻町 の一部      | 昭和14年 上妻村に編入 | 上妻村                | 昭和29年6月1日 下妻町に編入 | 下妻市                 | 下妻市             |
|                    | 大木村             | 大木新田            | 下妻町 の一部      | 昭和14年 上妻村に編入 | 昭和27年 大宝村に編入 | 昭和29年4月1日 下妻町に編入 | 下妻市                 | 下妻市             |
|                    | 大木村             | 大木村の一部        | 上妻村             | 上妻村                | 昭和27年 大宝村に編入 | 昭和29年4月1日 下妻町に編入 | 下妻市                 | 下妻市             |
|                    | 江村の一部         | 江村の一部          | 上妻村             | 昭和5年 関本町に編入  | 昭和31年8月1日 関城町 | 昭和31年8月1日 関城町       | 平成17年3月28日 筑西市 | 筑西市             |

## 大字
- 江（え）
- 黒駒（くろこま）
- 平方（ひらかた）
- 尻手（しって）
- 柴（しば）
- 大木（おおき）
- 渋井（しぶい）
- 半谷（はんや）
- 赤須（あかす）
- 桐ケ瀬（きりがせ）
- 前河原（まえがわら）
- 大木新田（おおきしんでん）

## 人口・世帯

### 人口
総数 [単位： 人]
| 1891年（明治24年） | 3,753 |
| 1920年（大正 9年） | 4,890 |
| 1935年（昭和10年） | 5,722 |
| 1950年（昭和25年） | 6,104 |

### 世帯
総数 [単位： 世帯]
| 1920年（大正 9年） | 845   |
| 1935年（昭和10年） | 1,010 |
| 1950年（昭和25年） | 1,020 |